# Franklin (métro de Santiago)
Pour les articles homonymes, voir Franklin.
Franklin est une station de correspondance entre les lignes 2 et 6 du métro de Santiago, dans la commune de San Miguel.

## Histoire
La station est ouverte depuis 1978. Son nom vient est parce qu'il est situé à l'intersection de la Gran Avenida avec rue Placer est situé juste au-dessus de la station.

## Services aux voyageurs

### Accès et accueil

Installations
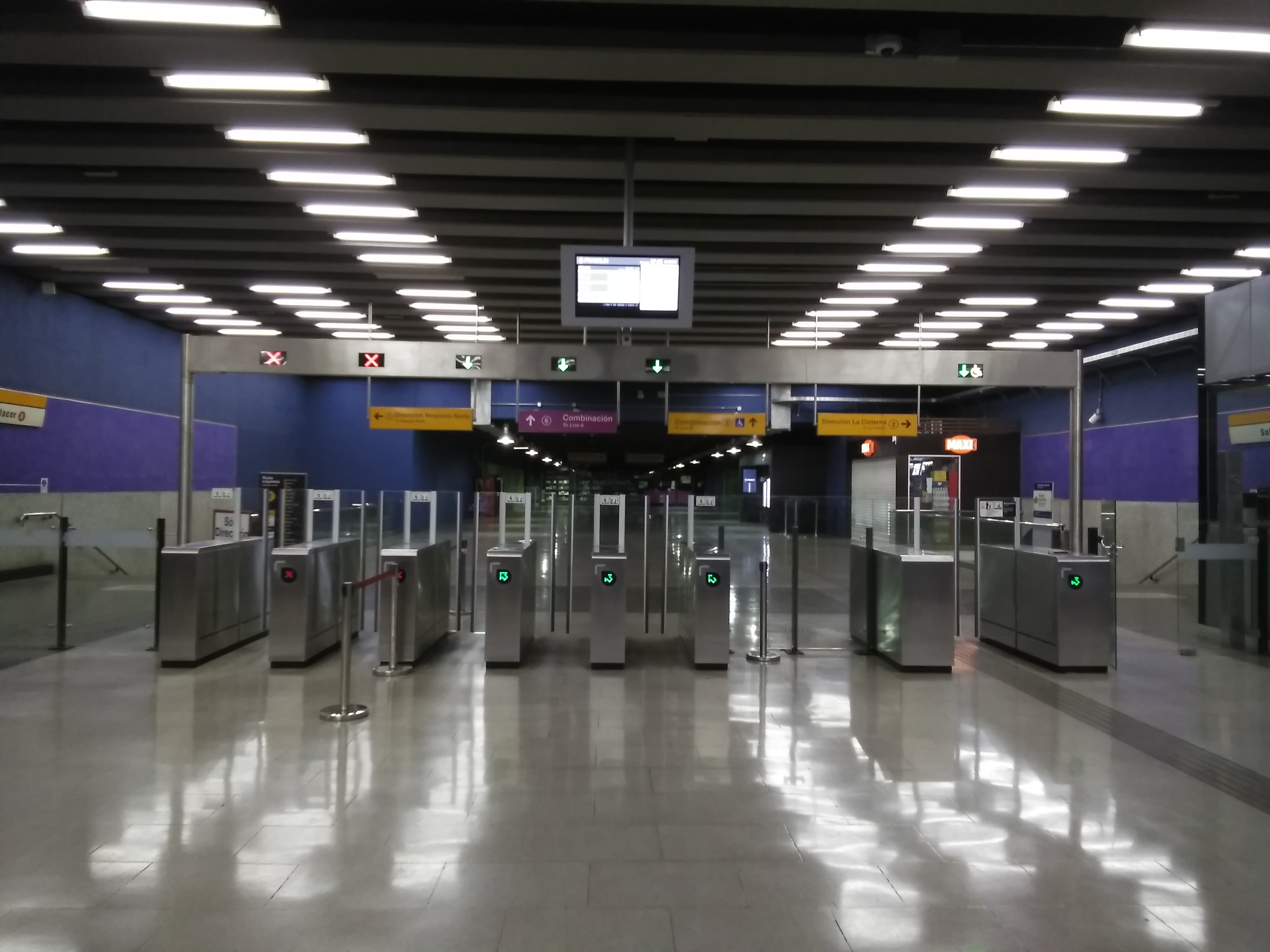
Contrôle
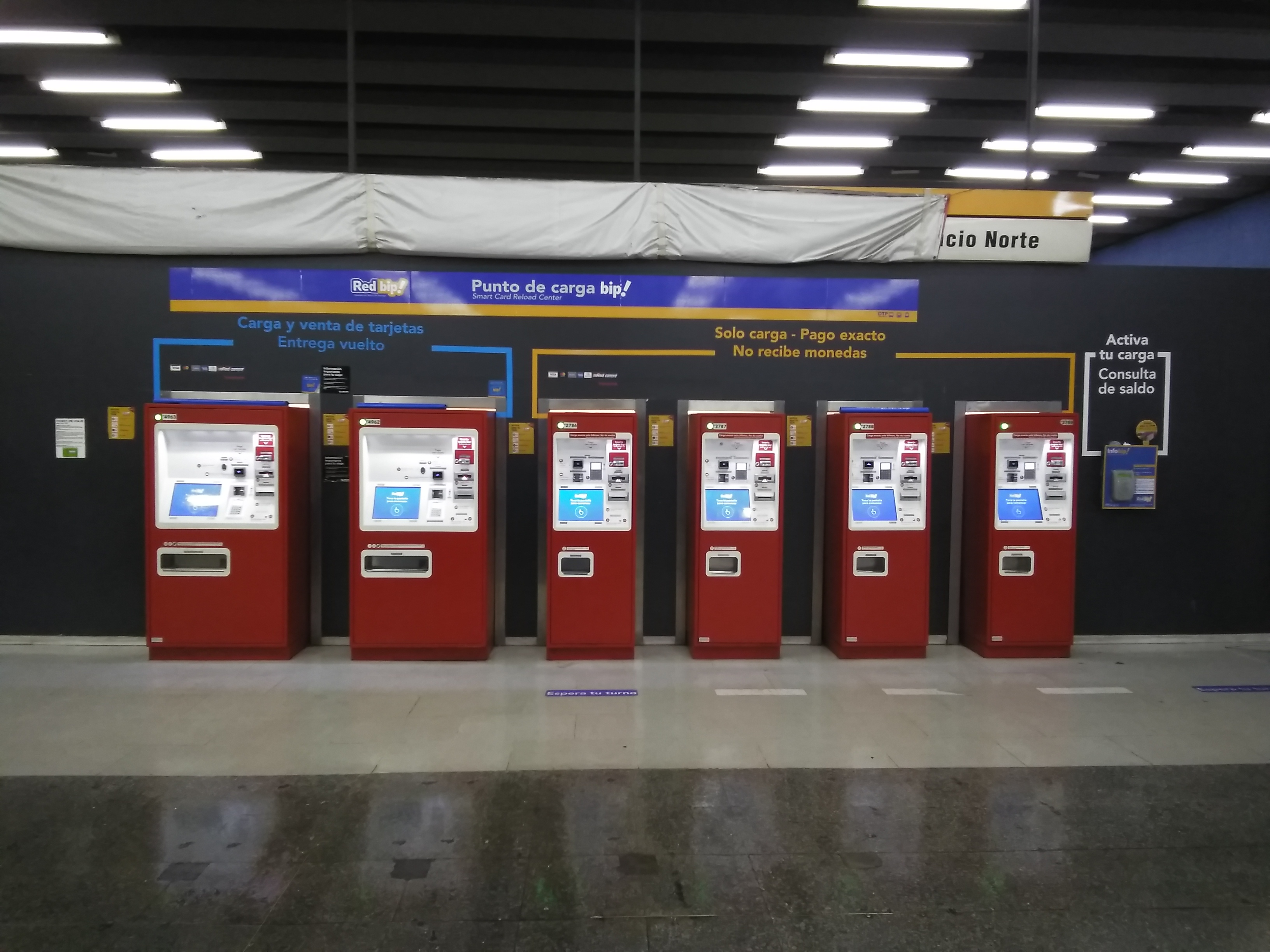
Automates.
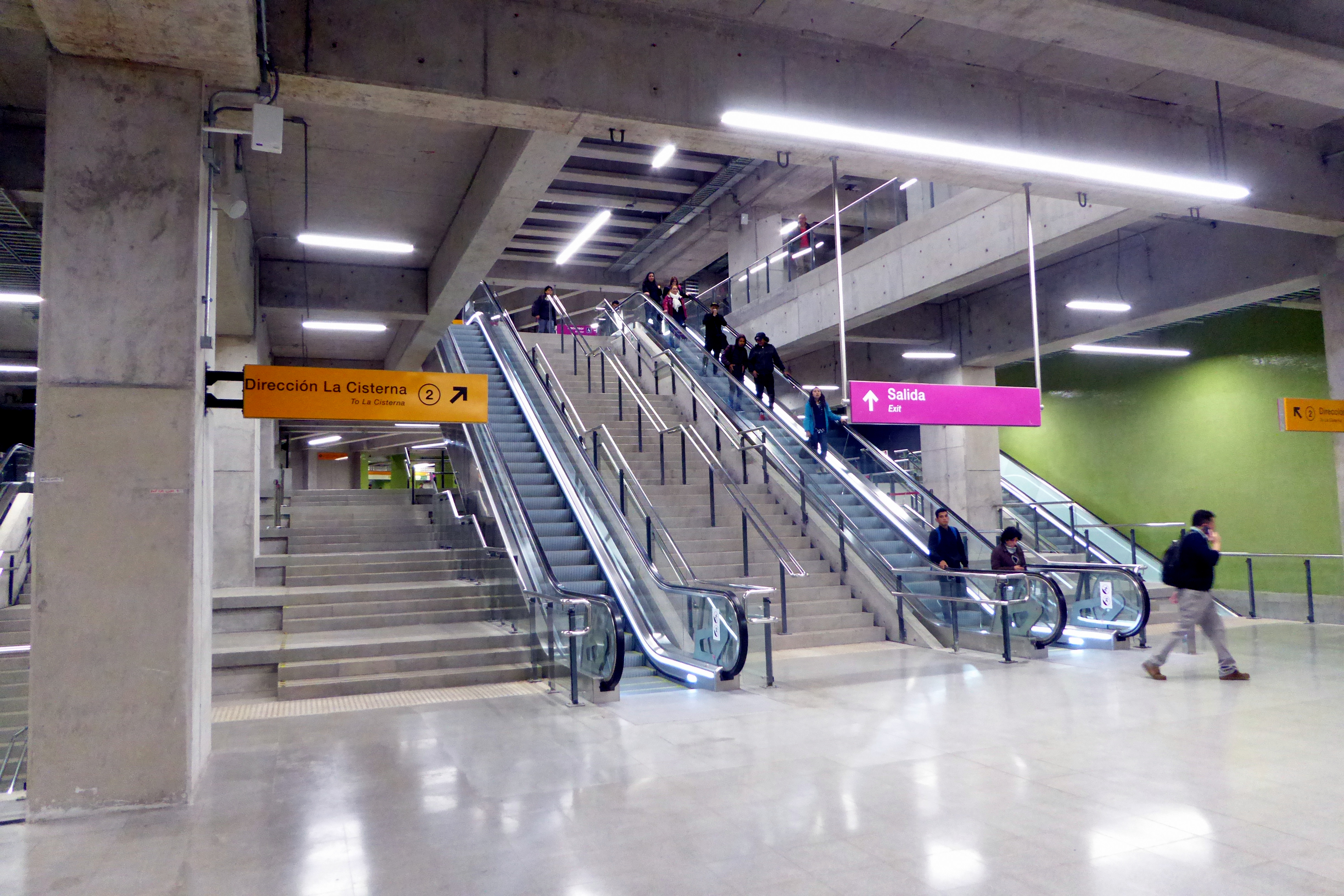
Mezzanine.

### Desserte

Installations station ligne 2
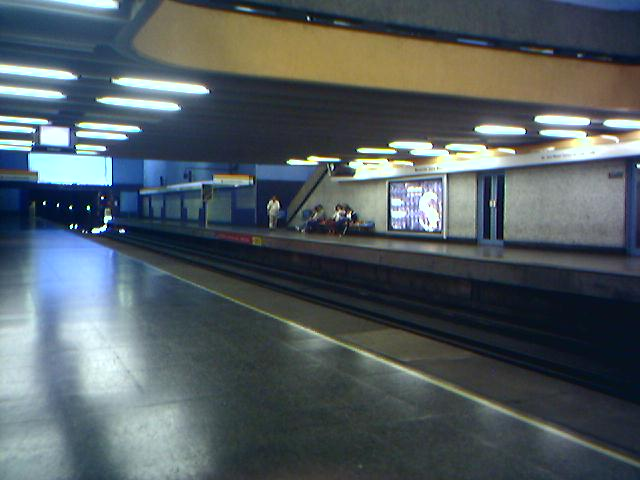
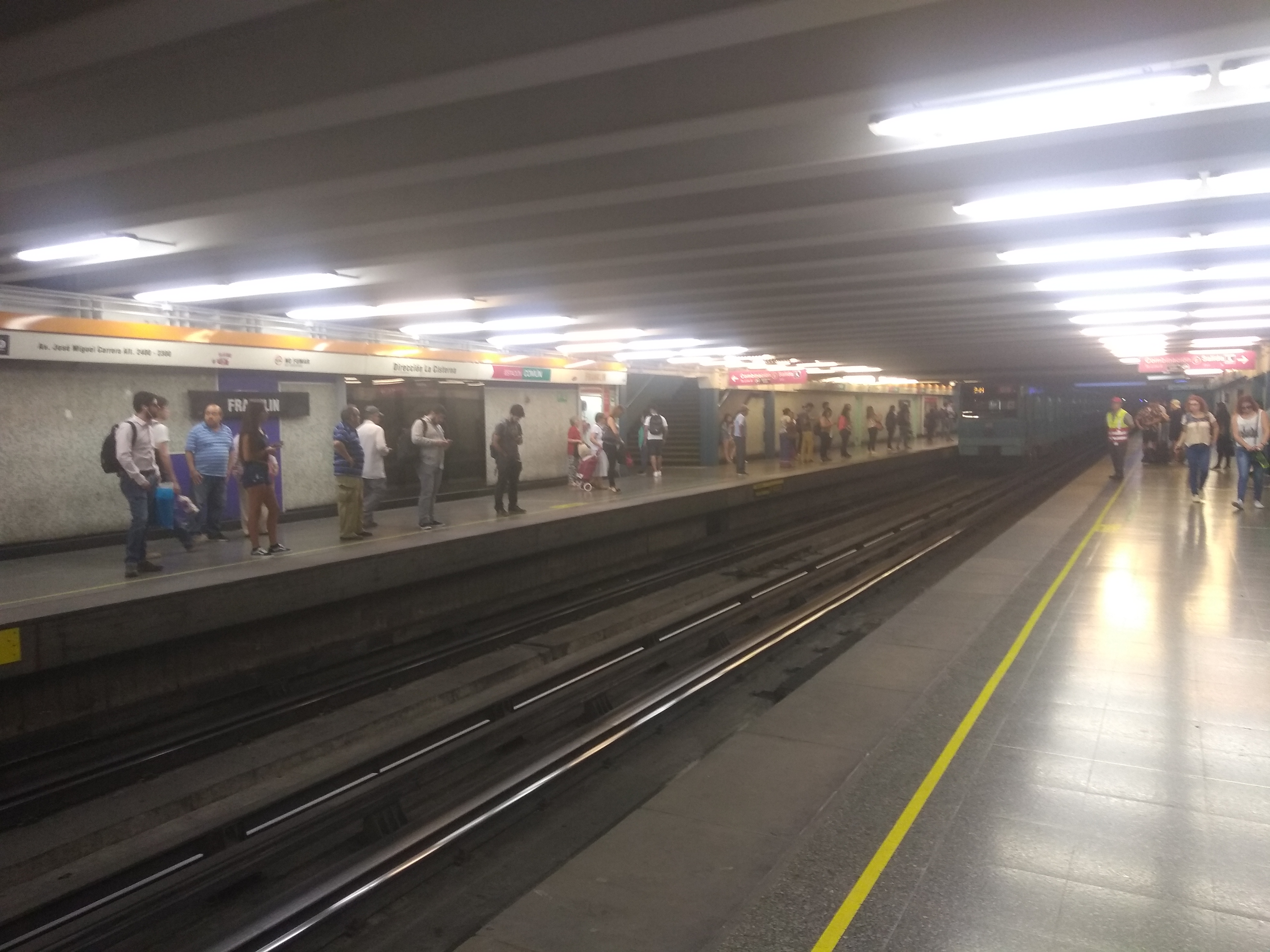

Installations station ligne 6
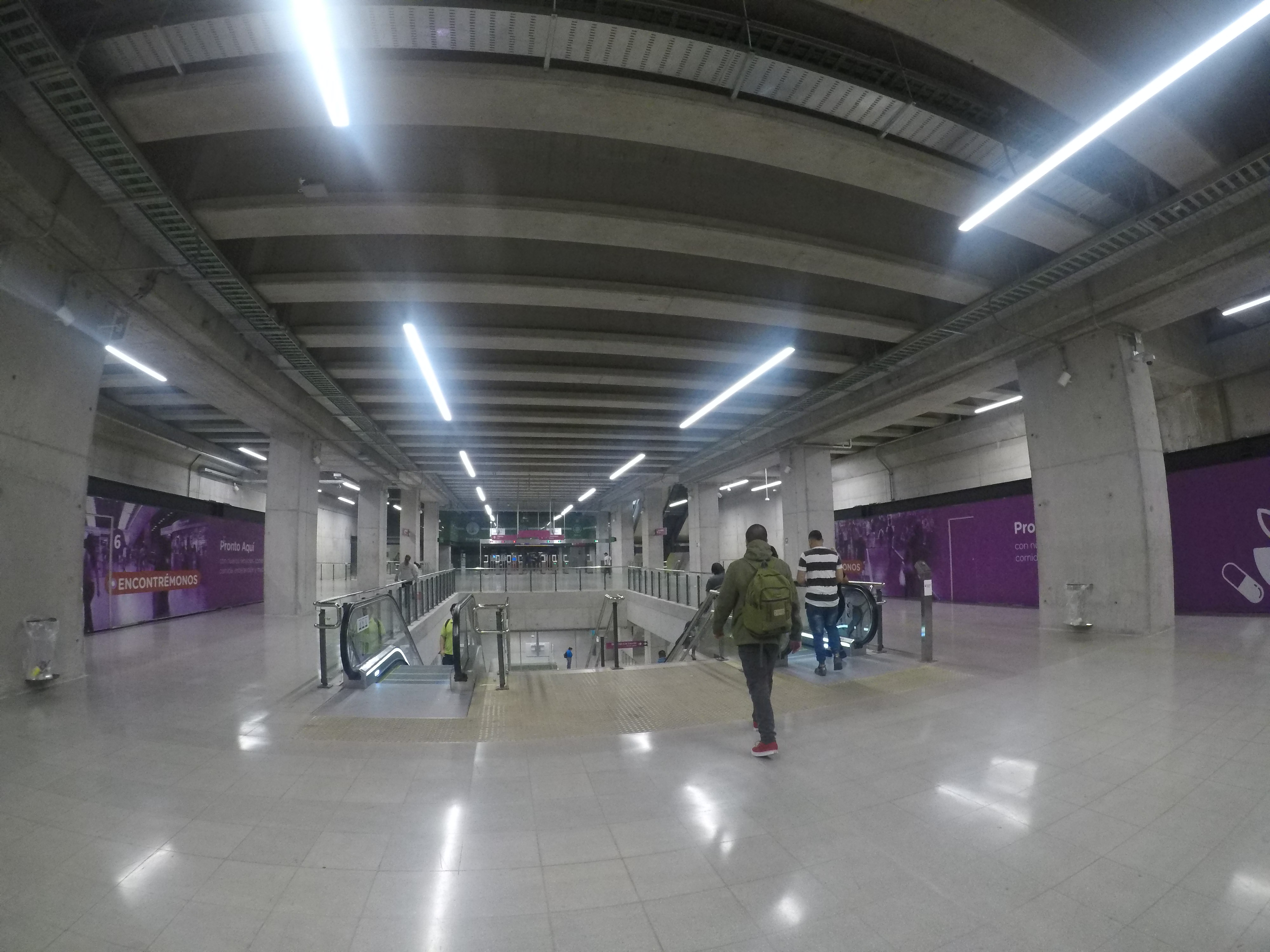
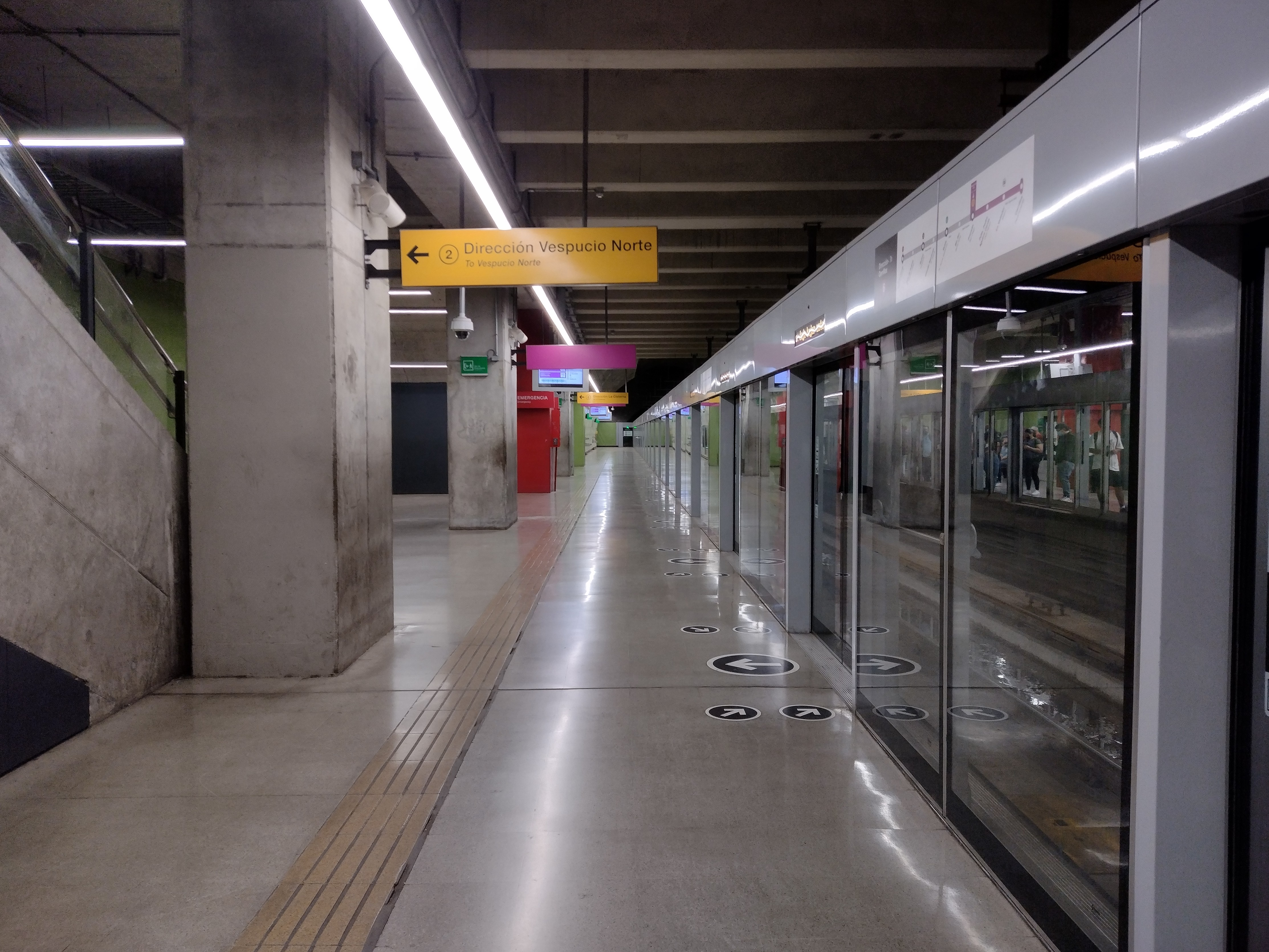
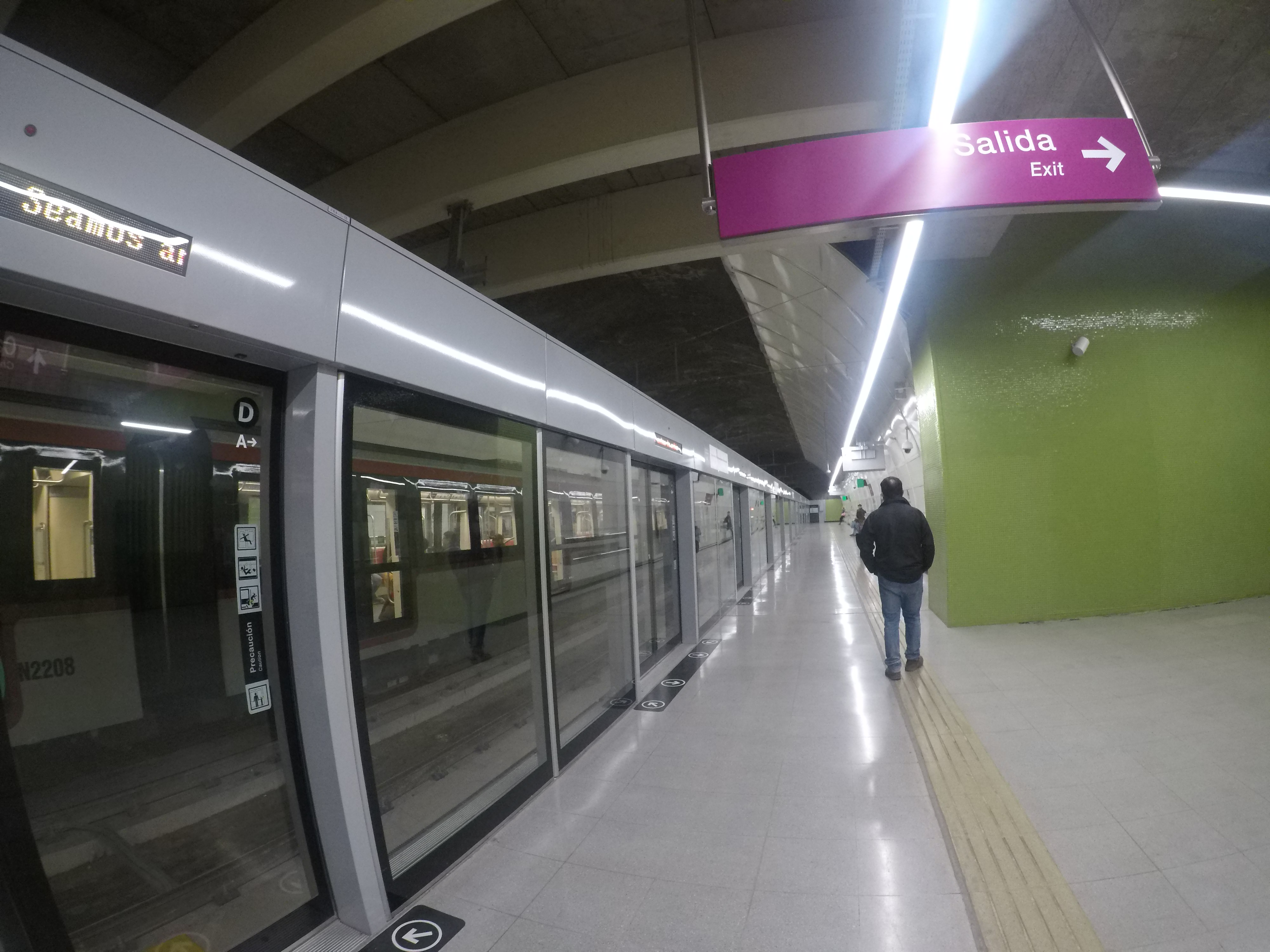